# Ivan Danilovič Černjachovskij
Ivan Danilovič Černjachovskij (in russo Иван Данилович Черняховский?; in ucraino Іван Данилович Черняховський?, Ivan Danylovyč Černjachovs'kyj; Uman', 16 giugno 1906 – Mehlsack, 18 febbraio 1945) è stato un generale sovietico, fu il più giovane generale dell'Armata Rossa di tutti i tempi, due volte eroe dell'Unione Sovietica, comandò il 3º Fronte Bielorusso durante l'operazione Bagration e l'offensiva della Prussia Orientale; morì nel 1945 all'età di 38 anni per delle ferite riportate nei pressi di Königsberg.